# Municipio Huitiupán
Koordinaten: 17° 10′ N, 92° 41′ W
Huitiupán ist ein Municipio im Norden des mexikanischen Bundesstaats Chiapas. Das Municipio hat etwa 22.500 Einwohner und eine Fläche von 340,2 km². Verwaltungssitz und größter Ort des Municipios ist das gleichnamige Huitiupán.
Der Name Huitiupán kommt aus dem Nahuatl und bedeutet „Platz des großen Tempels“.

## Geographie
Das Municipio Huitiupán liegt im Norden des mexikanischen Bundesstaats Chiapas auf Höhen zwischen 100 m und 1900 m. Es zählt zur Gänze zur physiographischen Provinz der Sierra Madre de Chiapas und liegt vollständig in der hydrologischen Region Grijalva-Usumacinta. Die Geologie des Municipios wird zu 53 % von Granit bestimmt bei 36 % Sandstein-Lutit und 8 % Sandstein, vorherrschende Bodentypen sind der Luvisol (78 %) und Leptosol (21 %). Etwa 56 % der Gemeindefläche sind bewaldet, 35 % werden von Weideland eingenommen, 9 % dienen dem Ackerbau.
Das Municipio Huitiupán grenzt an die Municipios Sabanilla, Simojovel, Pueblo Nuevo Solistahuacán und Amatán sowie an den Bundesstaat Tabasco.

## Bevölkerung
Beim Zensus 2010 wurden im Municipio 22.536 Menschen in 4.555 Wohneinheiten gezählt. Davon wurden 13.016 Personen als Sprecher einer indigenen Sprache registriert, darunter 7.535 Sprecher des Tzotzil und 4.837 Sprecher des Chol. Über 27 Prozent der Bevölkerung waren Analphabeten. 6.432 Einwohner wurden als Erwerbspersonen registriert, wovon gut 95 % Männer bzw. 2,2 % arbeitslos waren. Knapp 60 % der Bevölkerung lebten in extremer Armut.

## Orte
Das Municipio Huitiupán umfasst 87 bewohnte localidades, von denen nur der Hauptort vom INEGI als urban klassifiziert ist. Vier Orte wiesen beim Zensus 2010 eine Einwohnerzahl von über 1000 auf, 35 Orte hatten weniger als 100 Einwohner. Die größten Orte sind:
| Ort                        | Einwohner |
| Huitiupán                  | 2857      |
| Zacatonal de Juárez        | 1361      |
| La Competencia             | 1147      |
| José María Morelos y Pavón | 1143      |
| Sombra Carrizal            | 0911      |
| Huanal                     | 0886      |
| El Azufre                  | 0868      |